# Modà
Ne pas confondre avec Moda (groupe new wave) (it)
Modà est un groupe de pop italien de Milan. Formé en 2002, le groupe est composé à l'origine du chanteur Francesco « Kekko  » Silvestre, des guitaristes Diego Arrigoni et Enrico Zapparoli, du bassiste Stefano Forcella et du batteur Claudio Dirani. 

## Histoire

### 2000–2003
Au début des années 2000, Kekko Silvestre  rencontre les musiciens Tino Alberti et Enrico Palmosi. Rejoints plus tard par Paolo Bovi, un ami d'enfance de Silvestre, ils forment le groupe « Pop Doc  », qui se produit dans des clubs du nord de l'Italie. Silvestre décide de renommer ce groupe Modà d'après le nom d'une discothèque à Erba en Lombardie. En 2001, Modà enregistre ses premières maquettes  . Durant l'été de la même année, Palmosi quitte le groupe et devient  l'arrangeur de la plupart des chansons de Modà. 
L'année suivante, Silvestre rencontre Diego Arrigoni, qui devient le guitariste du groupe. Peu de temps après, Stefano Forcella et Manuel Signoretto deviennent respectivement bassiste et batteur de Modà.

### 2003-2005: Premier album et Festival  de Sanremo
En mai 2003, Modà sort son premier EP auto-produit, intitulé Via d'uscita, . Lors d'un  concert, Modà est remarqué par Marco Sfratato, qui les fait engager par le label indépendant New Music International et   Modà  obtient  son premier contrat d'enregistrement. Le premier album du groupe sort en octobre de l'année suivante. Intitulé Ti amo veramente, l’album est précédé du single du même titre, un hit mineur en Italie. L'album donne naissance aux singles Dimmi che non hai paura, publiés le 10 septembre 2004  et Nuvole di rock. 
En mars 2005, le groupe participe à la section Nouveaux arrivants du 55e Festival de Sanremo, interprétant  Riesci a innamorarmi,. qui est  éliminée lors de la première étape de la compétition. Incluse dans une nouvelle édition du premier album de Modà, la chanson culmine à la 41e place du hit parade italien. 

### 2006–2009
Pendant le Festival de Sanremo de 2005 le groupe a des problèmes avec leur maison de disques , qui les  amènent  à quitter New Music et à signer un nouveau contrat avec le label indépendant Around the Music. 
En 2006, Paolo Bovi quitté le groupe. Peu de temps après, Modà sort le single Quello che non ti ho detto, une ballade pop qui atteint la 4e place du Hit parade italien, passant 16 semaines  dans le Top 20. Après être entré dans le classement italien à la 14e place, l'album a également donné naissance aux singles Malinconico a metà et 44Grazie gente44. 
En 2007, Matteo Tino Alberti et Manuel Signoretti  quittent le groupe et sont remplacés par Enrico Zapparoli et Claudio Dirani . Avec cette nouvelle formation, Modà enregistre son troisième album studio, Sala d'attesa, sorti en 2008.

### 2010–présent:Viva i romantici
En 2010, après avoir signé avec le label Ultrasuoni, contrôlé par trois des plus importants réseaux italiens, le groupe sort le single Sono già solo, qui devint un Sleeper hit  culminant au deuxième rang du hit parade au cours de sa 28e semaine de présence, certifié disque de platine par la Fédération de l'industrie musicale italienne.  En octobre de la même année, le single suivant La notte  connait un succès similaire en Italie. 
En février 2011, le groupe participe au 61e festival de Sanremo, se classant deuxième dans la section des grands artistes avec  Arriverà, un duo avec la chanteuse italienne Emma. La chanson figure dans le quatrième album studio de Modà, intitulé Viva i romantici, qui fait ses débuts au premier rang du classement italien des albums, occupant la première place pendant six semaines consécutives. L'album est certifié disque de diamant par la Fédération de l'industrie musicale italienne  et, en mai 2012, il s'était vendu à plus de 400 000 exemplaires en Italie. 

## Membres du groupe

### Membres actuels
- Francesco Kekko Silvestre - voix principale (2002 – présent)
- Diego Arrigoni - guitare électrique (2002 – présent)
- Enrico Zapparoli - guitare (2007 – présent)
- Stefano Forcella - guitare basse (2002 – présent)
- Claudio Dirani - batterie (2007 – présent)

### Anciens membres
- Manuel Signoretto - drum (2002-2007)
- Matteo Tino Alberti - basse (2002-2007)
- Paolo Bovi - claviers (2002-2006)

## Discographie partielle
Album en studio
- 2004 : Ti amo veramente
- 2006 : Quello che non ti ho detto
- 2008 : Sala d'attesa
- 2011 : Viva i romantici
- 2013 : Gioia
- 2015 : Passione maledetta

Album live
- 2014 – 2004-2014 : L'originale

Compil
- 2010 : Le origini
- 2014 : Best - I primi grandi successi